# 武蛟乡
武蛟乡，是中华人民共和国江西省九江市瑞昌市下辖的一个乡镇级行政单位。面积30平方公里。

## 历史沿革
1950年属大桥乡及上庙乡，1958年设大桥公社，1982年设大桥下公社，1984年改为武蛟乡。

“大桥”一名得名自明代时村旁的北涯大石桥，经清代改修后有南北中三桥，1969年中桥筑坝废止，南北二桥改建为钢筋混凝土桥梁，沿用至今，即今北涉桥。

## 行政区划
武蛟乡下辖以下地区：
大桥村、集兴村、上湖村、三金村、大兴村、小月村、灌湖村和官田湖生活区。